# 中間神經元
中間神經元（英語：interneuron），又稱轉接神經元（relay neuron），或共同神經元（association neuron）或局部迴路神經元（local circuit neuron），是一種多極神經元，在神經傳導路徑中連接上行（afferent）及下行（efferent）神经纤维。如运动神经元（motor neuron），中間神經元的细胞体皆位於中樞神經系統（central nervous system，CNS）。

## 中樞神經系統
與周圍神經系統相反的是，中樞神經系統的神經元（包含腦部），全部都是中間神經元，但是在中樞神經系統中，中間神經元意指小型，呈局部投射狀的神經元（較大神經元的投射具有長距離連接）。中樞神經系統的中間神經元大部分為抑制性神經元，使用 GABA或甘胺酸作為神經傳導物質。少部分的興奮性中間神經元則使用麩胺酸作為神經傳導物質，這類中間神經元亦會釋放乙醯膽鹼之類的調節物質（neuromodulators）。
中間神經元中包含感覺(sensory)神經元及運動(motor)神經元，它們藉由其他中間(associate)神經元連接至腦部。這種連接方式目的在於幫助腦部集中較高注意力或接收重要感覺訊息，而忽略行為上不相關，或是未改變的感覺訊息，比如背部靠在椅子上的感覺。总共有3种不同类型的中间神经元。
神經生理學上測量短期潛伏性皮質內抑制作用(short-latency intracortical inhibition，SICI)後，被認為是媒介這種抑制性中間神經元作用的方式。
2008年，命名有關 GABAergic 皮質中間神經元(GABAergic cortical interneurons)的學科為「Petilla terminology」。

## 資料來源
1. ↑  .   [2010-03-08]. （原始内容存档于2007-02-09）.
2. ↑  .   [2010-03-08]. （原始内容存档于2020-11-23）.
3. ↑  中間神經元的外觀和功能[永久]
4. ↑  Ascoli GA, Alonso-Nanclares L, Anderson SA;  et al. . Nat. Rev. Neurosci. July 2008, 9 (7): 557–68. PMID 18568015. doi:10.1038/nrn2402.

## 外部連結
- 解剖學(Anatomy)-訊息傳遞路徑(neuropathway) （页面存档备份，存于）
- eMedicine Dictionary上的Interneurons